# Augyles andalusiacus
Augyles andalusiacus là một loài bọ cánh cứng trong họ Heteroceridae. Loài này được Breit miêu tả khoa học đầu tiên năm 1916.